# Касіянович Андрій Тимофійович
Касіянович Андрій Тимофійович (роки народження і смерті невідомі) — український золотар 1-ї половини 17 ст. у Львові.
Вперше згадується в міських актах 1638. Цього ж року на замовлення Львівського братства виготував срібний хрест (зберігається в Успенській церкві у Львові).
У 1645 майстра вже не було в живих.